# Mirko Cvetković

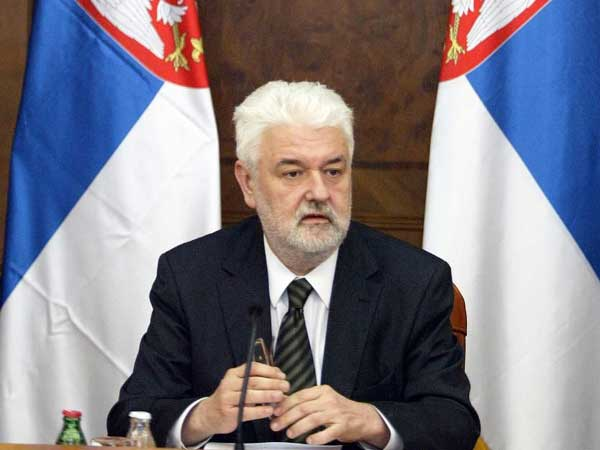
Mirko Cvetković

Mirko Cvetković (serbisch-kyrillisch Мирко Цветковић; * 16. August 1950 in Zaječar, Jugoslawien) ist ein serbischer Politiker und war von 2008 bis 2012 Premierminister des Landes.
Er graduierte an der Belgrader Wirtschaftsfakultät und arbeitete zehn Jahre im Bergbauinstitut. Ab Januar 2001 arbeitete er als Vertreter des Ministers für Wirtschaft und Privatisierung und von 2003 bis 2004 war er Direktor der Privatisierungsbehörde. Danach leitete er die Consulting-Agentur Intercon.
Seit dem 15. Mai 2007 war der parteilose Cvetković serbischer Finanzminister. Nach den Parlamentswahlen 2008 wurde er von Boris Tadić als Premierminister Serbiens nominiert und am 7. Juli vom Parlament gewählt.